# Seznam jezer v Estonsku
Jezera v Estonsku (estonsky jezero - järv). V seznamu nejsou estonské přehradní nádrže.

## Podle velikosti
Tabulka obsahuje přehled přírodních jezer v Estonsku s plochou přes 1 km².

| název                  | estonsky           | rozloha (km²) | hloubka (m) | kraj                                       |
| ---------------------- | ------------------ | ------------- | ----------- | ------------------------------------------ |
| Čudsko-pskovské jezero | Peipsi-Pihkva järv | 3555          | 15,3        | Ida-Virumaa, Jõgevamaa, Tartumaa, Põlvamaa |
| Čudské jezero          | Peipsi järv        | 2611          | 12,9        | Ida-Virumaa, Jõgevamaa, Tartumaa           |
| Pskovské jezero        | Pihkva järv        | 708           | 5,3         | Põlvamaa                                   |
| Virecké jezero         | Võrtsjärv          | 270           | 6           | Tartumaa, Valgamaa, Viljandimaa            |
| Teplé jezero           | Lämmijärv          | 236           | 15,3        | Tartumaa, Põlvamaa                         |
| Mullutu-Suurlaht       | Mullutu-Suurlaht   | 14,4          | 2,1         | Saaremaa                                   |
| Ülemistské jezero      | Ülemiste järv      | 9,6           | 6           | Harjumaa                                   |
| Saadjärv               | Saadjärv           | 7,076         | 25          | Tartumaa, Jõgevamaa                        |
| Vagula järv            | Vagula järv        | 5,187         | 11,5        | Võrumaa                                    |
| Ermistu järv           | Ermistu järv       | 4,8           | 2,9         | Pärnumaa                                   |
| Veisjärv               | Veisjärv           | 4,786         | 3,5         | Viljandimaa                                |
| Tõhela järv            | Tõhela järv        | 4,07          | 1,5         | Pärnumaa                                   |
| Kuremaa järv           | Kuremaa järv       | 3,971         | 13,3        | Jõgevamaa                                  |
| Paunküla veehoidla     | Paunküla veehoidla | 3,5           |             | Harjumaa                                   |
| Kahala järv            | Kahala järv        | 3,46          | 3           | Harjumaa                                   |
| Karujärv               | Karujärv           | 3,3           | 6           | Saaremaa                                   |
| Pühajärv               | Pühajärv           | 2,863         | 8,5         | Valgamaa                                   |
| Endla järv             | Endla järv         | 2,844         |             | Jõgevamaa                                  |
| Koosa järv             | Koosa järv         | 2,813         | 1,9         | Tartumaa                                   |
| Kaiavere järv          | Kaiavere järv      | 2,5           | 5           | Jõgevamaa                                  |
| Aheru järv             | Aheru järv         | 2,34          | 7,4         | Valgamaa                                   |
| Tamula järv            | Tamula järv        | 2,313         | 7,5         | Võrumaa                                    |
| Lavassaare järv        | Lavassaare järv    | 2,11          | 1           | Pärnumaa                                   |
| Sutlepa meri           | Sutlepa meri       | 2,02          | 1           | Läänemaa                                   |
| Hino järv              | Hino järv          | 1,988         | 10,4        | Võrumaa                                    |
| Õisu järv              | Õisu järv          | 1,934         | 4,3         | Viljandimaa                                |
| Soitsjärv              | Soitsjärv          | 1,879         | 6           | Tartumaa                                   |
| Veskijärv              | Veskijärv          | 1,83          | 3           | Läänemaa                                   |
| Elistvere järv         | Elistvere järv     | 1,8           |             | Jõgevamaa                                  |
| Ähijärv                | Ähijärv            | 1,762         | 5,5         | Võrumaa                                    |
| Kalli järv             | Kalli järv         | 1,76          | 1,4         | Tartumaa                                   |
| Koigi järv             | Koigi järv         | 1,76          | 1,1         | Saaremaa                                   |
| Maardské jezero        | Maardu järv        | 1,7           | 3           | Harjumaa                                   |
| Harku järv             | Harku järv         | 1,635         | 2,5         | Harjumaa                                   |
| Viljandské jezero      | Viljandi järv      | 1,58          | 11          | Viljandimaa                                |
| Kaisma järv            | Kaisma järv        | 1,404         | 2,2         | Pärnumaa                                   |
| Tänavjärv              | Tänavjärv          | 1,377         | 2,5         | Harjumaa                                   |
| Konsu järv             | Konsu järv         | 1,36          | 10,2        | Ida-Virumaa                                |
| Kaiu järv              | Kaiu järv          | 1,342         | 3           | Jõgevamaa                                  |
| Klooga järv            | Klooga järv        | 1,329         | 3,6         | Harjumaa                                   |
| Keeri järv             | Keeri järv         | 1,258         | 4,5         | Tartumaa                                   |
| Parika järv            | Parika järv        | 1,2           | 1,6         | Viljandimaa                                |
| Raku järv              | Raku järv          | 1,11          |             | Harjumaa                                   |
| Raigastvere järv       | Raigastvere järv   | 1,11          | 3,2         | Jõgevamaa                                  |
| Lahepera järv          | Lahepera järv      | 1,004         | 4,2         | Tartumaa                                   |

## Podle abecedy
Toto je abecední seznam jezer v Estonsku podle estonského názvu.
Aabra järv – Aastajärv - Adriska järv - Agali järv - Aheru järv - Ahijärv - Ahvenajärv - Aknajärv - Akste järv - Alatskivi järv - Alopi järv – Arasoo järv - Arbi järv - Arojärv - Auksi järv - Endla järv - Engli järv - Erastvere järv - Ermistu järv - Haanja kõverjärv - Harku järv - Hilba järv - Hindaste järv - Hino järv - Holvandi Kivijärv - Hüüdru järv - Illi järved - Imatu järv - Jaagarahu järv – Jaala järv – Jaha järv - Jussi järved - Jõksi järv - Jänukjärv – Järise järv - Järvemäe järv - Järvepää järv - Kaalupi laht – Kaarna järv - Kahala järv - Kahrila järv - Kaiavere järv– Kaika Kogrejärv - Kaisma Suurjärv - Kaiu järv - Kajumeri - Kalijärv - Kalli järv - Karjatse meri - Kanariku järv - Karijärv - Karsna järv - Karujärv – Karula Rebasejärv - Kasaritsa verijärv - Kastjärv - Kauru järv - Kavadi järv – Kavasoo järv - Keeri järv - Kiidjärv - Kikkajärv - Kirikumäe järv - Kisejärv - Klooga järv – Koese järv - Koigi järv - Konsu järv - Kose Valgjärv – Koobassaare järv - Koosa järv - Kubija järv – Kugalepa järv - Kuremaa järv - Kurgjärv - Kurtna järved - Konnu Pikkjärv - Käravete paisjärv - Kärnjärv - Käsmu järv - Küti järv - Lahepera järv - Lahojärv - Lasva järv - Lavassaare järv - Lavatsi järv - Leevaku paisjärv – Lehmalaht - Leigo järv - Limu järv – Linnulaht - Lohja järv - Loosu järv - Luigetiik - Loilasmäe järv - Loodla järv – Läibulaht - Lämmijärv - Lüübnitsa umbjärv - Maardu järv - Maksameri - Meelva järv - Mehikoorma Umbjärv - Mullutu laht - Mullutu-Suurlaht - Murati järv - Mustjärv - Männiku järv - Männiku-Väikejärv - Möldri meri - Mortsuka järv - Narva veehoidla - Neitsijärv - Niinsaare järv - Noodasjärv - Nootjärv - Nüpli järv - Oessaare laht - Ohepalu Suurjärv – Ooknapee järv - Paadla laht – Pabra järv - Paidra järv - Palojärv - Palojüri järv - Pannjärv - Pappjärv - Parditiik - Paukjärv - Paunküla veehoidla – Pautsaare järv - Peipsi järv (Èudské jezero) - Pesujärv - Pihkva järv (Pskovské jezero) - Piirakajärv - Pillejärv - Plaani Külajärv - Poka järv - Porkuni järv - Prossa järv - Pullijärv - Pumbajärv - Poldealune laht - Pormujärv - Pühajärv - Pülme järv - Raku järv - Raigastvere järv – Ranna järv - Ratasjärv - Ratva järv - Ruhijärv – Ruusjärv - Rouge Liinjärv - Rouge Suurjärv - Rouge Valgjärv - Räpina paisjärv - Rääkjärv - Räätsma järv - Ratva järv - Saadjärv – Sarapiku järv - Selgjärv - Soitsjärv - Soodla veehoidla - Sutlepa meri - Suur Pehmejärv - Suurlaht - Somerpalu paisjärv - Suur-Kirkajärv - Sinialliku järv - Šnelli tiik - Tabina järv - Tamula järv – Taugepää järv - Tihu järv – Tiigijärv - Tooma järv - Tudu järv - Tohela järv - Tänavjärv - Ubajärv - Udriku järved - Uhtjärv - Uljaste järv - Vagula järv - Vaikne järv – Vanade järv - Vanamoisa järv - Vaskna järv - Veisjärv - Verevi järv - Veskijärv - Viitina Alajärv - Viitina järv - Viljandi järv - Vissi järv - Vongjärv - Võrtsjärv (Virecké jezero) – Vägara laht - Vähajärv - Väike Karujärv - Väimela Alajärv - Väimela Mäejärv - Vällamäe järv - Vöölameri - Valgjärv - Oisu järv - Ähijärv – Ärgesoo - Ääreperete laht - Ülemiste järv - Üvajärv